# The Best of the Solo Albums
The Best of the Solo Albums ist ein Kompilationsalbum der US-amerikanischen Hard-Rock-Band Kiss. Es wurde 1978 in Europa, Australien und Japan veröffentlicht.

## Entstehungsgeschichte
Kiss hatten von 1974 bis 1977 im Durchschnitt jeweils halbjährlich ein neues Album veröffentlicht und mit Love Gun und Alive II den Höhepunkt ihres bisherigen Schaffens erreicht. 1976 hatte die Gruppe ihren Vertrag mit Casablanca Records erneuert, und dieser sah vor, dass die Schallplattenfirma von jedem Mitglied der Gruppe die Veröffentlichung eines Soloalbums fordern konnte, wobei die Veröffentlichung von zwei Soloalben der Herausgabe von je einem Kiss-Album gleichgestellt war. Vier Soloalben bedeuteten also, dass die Gruppe zwei weitere Studioverpflichtungen aus ihrem Vertrag erfüllt gehabt hätte. Die Idee, überhaupt Soloalben aufzunehmen, stammte von Manager Bill Aucoin und Casablanca-Chef Neil Bogart und wurde auf ihren Wunsch in den Vertrag aufgenommen.
Im Juni 1978 begaben sich die vier Mitglieder der Gruppe in unterschiedliche Studios, um ihre jeweiligen Soloalben aufzunehmen.
Die Soloalben aller vier Kiss-Mitglieder wurden am 18. September 1978 in den USA veröffentlicht, die Auflage betrug vier Millionen Alben, jeweils eine Million Alben pro Mitglied der Gruppe. Alle vier Alben wurden am 2. Oktober 1978 mit Gold und Platin ausgezeichnet.
Für Casablanca Records war die Veröffentlichung der Alben ein finanzielles Fiasko, denn die meisten Fans konnten es sich ganz einfach nicht leisten, alle vier Alben auf einmal zu kaufen. Da Casablanca dem Handel eine „100% Return Policy“ angeboten hatte, wiederholte sich, was dem Label schon 1975 passiert war: Die Rücklieferungen waren enorm.
Casablanca Records gab die Soloalben als Kiss-Alben heraus, von Mitgliedern der Gruppe werden sie daher auch gerne für die Gesamtzahl an Auszeichnungen, die die Band erringen konnte, hinzugezogen. Zudem wurden die Alben alle mit dem Logo der Band versehen. Die Recording Industry Association of America (RIAA) dagegen erkennt sie nicht als Bandalben an, sondern führt sie unter den Namen der jeweiligen Künstler, sodass sie tatsächlich nicht zu den Auszeichnungen für Kiss hinzugerechnet werden.
In Europa, Australien und Japan erschien kurz nach Veröffentlichung der Soloalben unter dem Titel „Kiss: The Best of The Solo Albums“ eine Zusammenstellung mit zwölf Titeln (drei von jedem Mitglied der Gruppe), um das Interesse der Fans an den Soloalben zu verstärken. Für den amerikanischen Markt wurden überwiegend Alben aus deutscher Produktion importiert.
Die in Deutschland veröffentlichte Ausgabe des Albums enthielt die Titel in der Reihenfolge Ace Frehley, Peter Criss, Gene Simmons, Paul Stanley und wurde unter dem Titel Best of Solo Albums vermarktet.

## Titelliste
1. 3:01 New York Groove (Gesang: Ace Frehley; Text und Musik: Russ Ballard)
2. 3:39 Rip It Out (Gesang: Ace Frehley; Text und Musik: Ace Frehley, Larry Kelly, Sue Kelly)
3. 3:35 Speedin' Back to My Baby (Gesang: Ace Frehley; Text und Musik: Ace Frehley, Jeanette Frehley)
4. 3:17 You Matter to Me (Gesang: Peter Criss; Text und Musik: John Vastano, Michael Morgan, Vincent Poncia)
5. 4:01 Tossin' and Turnin'  (Gesang: Peter Criss; Text und Musik: Richard Adams/Malou Rene)
6. 3:37 Hooked on Rock 'n' Roll (Gesang: Peter Criss; Text und Musik: Peter Criss, Stan Penridge, Vincent Poncia)
7. 3:50 Radioactive (Gesang: Gene Simmons; Text und Musik: Gene Simmons)
8. 4:00 Mr. Make Believe ((Gesang: Gene Simmons; Text und Musik: Gene Simmons))
9. 2:48 See You in Your Dreams (Gesang: Gene Simmons; Text und Musik: Gene Simmons)
10. 4:40 Tonight You Belong to Me (Gesang: Paul Stanley; Text und Musik: Paul Stanley)
11. 3:11 Move On (Gesang: Paul Stanley; Text und Musik: Paul Stanley, Mikel Japp)
12. 3:40 Hold Me, Touch Me, (Think of Me When We're Apart) (Gesang: Paul Stanley; Text und Musik: Paul Stanley)